# Silk (2006)
Silk (Originaltitel: chinesisch 詭絲 / 诡丝, Pinyin Guǐ, Jyutping Gwai2si1 – „tückische (trügerische) Seidenfäden“) ist ein taiwanischer Horror-Film aus dem Jahr 2006, der unter der Regie von Su Chao-Bin gedreht wurde. In Deutschland wurde der Film ab dem 28. September 2007 auf DVD vermarktet.

## Handlung
Einem japanischen Wissenschaftler-Team ist es gelungen, mit einer neuartigen Erfindung, dem sogenannten Menger-Schwamm, in Taiwan einen Geist einzufangen. Genauer gesagt den Geist eines kleinen Jungen. Sie halten ihn im obersten Stock eines alten Mehrfamilienhauses gefangen, um mit seiner Hilfe herauszufinden, wie das Leben nach dem Tode ist. Aber mehr noch interessiert sie die Frage, wie man ein Geist von seiner Beständigkeit wird. Denn ihren Forschungen nach, verbleibt nach dem Tod die Energie eines Menschen nur für kurze Zeit, ehe sie sich in Luft auflöst. Doch der Geist des Jungen existiert weiter in der unseren Welt, geht seinen täglichen Tätigkeiten nach, die er zeit seines Lebens verrichtet hat und scheint unverständliche Worte von sich zu geben. Um ebendiese Worte übersetzen zu lassen, engagieren sie Tung, einen Scharfschützen der Polizei, der die Fähigkeit besitzt, Lippen zu lesen. Mit seiner Hilfe, wollen sie herausfinden, was der Geist sagt, wie er gestorben ist und wer er war. Skeptisch wie Tung ist, fragt er aber nach den möglichen Gefahren und muss erfahren, dass bereits ein Fotograf bei einer Konfrontation mit dem Geist ums Leben gekommen ist. Bei dessen Obduktion stellt sich heraus, dass sein Herz von innen zerquetscht wurde. Trotz allem will das Wissenschaftler-Team um Hashimoto nicht aufgeben. Dabei gehen sie jedoch alle Risiken ein, was zu Spannungen mit Hashimotos Geldgeber, einem japanischen Politiker, führt, der schließlich das Projekt zu kippen droht. Zu allem Überfluss befindet sich auch noch Tungs Mutter im Koma und droht zu sterben, damit aber nicht das einzige Opfer bleiben soll...

## Kritik
„Anfänglich beeindruckender Genremix aus asiatischem Geisterfilm und Science-Fiction, der in der zweiten Hälfte erheblichen Leerlauf bietet. Zudem nimmt er die eigene Filmprämisse zu ernst und sucht allzu krampfhaft nach pseudowissenschaftlichen Erklärungen für seine paranormalen Probleme.“

## Remake
2009 wurde berichtet, dass Gold Circle Films das Vorhaben hatte, ein amerikanisches Remake von Silk zu entwickeln.